# Valašské Příkazy
Valašské Příkazy (in tedesco Walachisch Prikas) è un comune della Repubblica Ceca facente parte del distretto di Vsetín, nella regione di Zlín.